# Макаров, Юрий Викторинович
Юрий Викторинович Макаров (29 ноября 1933 — 17 июня 2009) — советский общественный и хозяйственный деятель, лауреат премии Совета министров СССР (1976). Почётный гражданин города Дзержинска (1993). Председатель Дзержинского горисполкома (1973-1990).

## Биография
Родился 29 ноября 1933 года в городе Детское Село, ныне Пушкин Ленинградской области. В 1952 году завершил обучение в средней общеобразовательной школе. В 1957 году завершил обучение в Ленинградском технологическом институте, был направлен по распределению в Дзержинск.
С 1957 по 1971 годы работал инженером, а затем парторгом на заводе им. Я. М. Свердлова в городе Дзержинске.
С 1971 по 1973 годы трудился в должности второго секретаря Дзержинского горкома КПСС.
С 1973 по 1990 годы был назначен и работал в должности председателя Дзержинского горисполкома.
В 1976 году был удостоен премии Совета Министров СССР. В 1993 году решением городских властей Дзержинска Юрию Викториновичу Макарову было присвоено почётное звание «Почётный гражданин Дзержинска».
Проживал в Дзержинске, умер 17 июня 2009 года, похоронен на городском кладбище.

## Награды и звания
- Орден Трудового Красного Знамени (1971),
- два ордена «Знак Почёта» (1973, 1981),
- лауреат премии Совета Министров СССР (1976).
- «Почётный гражданин города Дзержинск» (29.11.1993).

## Память
- Решением депутатов Городской думы в 2010 году площадь А. Гайдара в городе Дзержинске была переименована в площадь имени Ю. В. Макарова.
- На доме, где проживал Юрий Макаров в городе Дзержинске, по бульвару Мира, 9/11, установлена мемориальная доска[6].